# Gaillon
Gaillon es una localidad y comuna francesa situada en la región de Alta Normandía, departamento de Eure, en el distrito de Les Andelys. Además de ser el chef-lieu del cantón de su nombre, también lo es del de Gaillon-Campagne, a pesar de no formar parte de este último.

## Geografía
La comuna se encuentra 3 km al sur del río Sena, a 90 km de París y 45 km de Ruan. Esta situación se ve reforzada por disponer de comunicación por ferrocarril (Gare SNCF Gaillon-Aubevoye), fluvial y por carretera con ambas. La principal ruta en la autopista A13, a la que accede por el enlace 17. La carretera N15 va paralela al Sena, mientras que la D316 lo atraviesa yendo hacia el norte a Les Andelys.

## Demografía
| 1054 | 925 | 1050 | 1022 | 2596 | 1143 | 2856 | 3206 | 3578 | 3340 | 3219 | 3335 | 3474 | 3488 | 3198 | 3206 | 3016 | 2769 | 2479 | 2612 | 2622 | 1836 | 2023 | 1968 | 2393 | 2562 | 3152 | 3604 | 4318 | 5845 | 6303 | 6861 | 6813 |
| Para los censos de 1962 a 1999 la población legal corresponde a la población sin duplicidades (Fuente: INSEE [Consultar]) |     |      |      |      |      |      |      |      |      |      |      |      |      |      |      |      |      |      |      |      |      |      |      |      |      |      |      |      |      |      |      |      |

Gráfico de evolución demográfica de la comuna desde 1793 hasta 2004

### Aglomeración urbana
La aglomeración urbana (agglomération urbaine ) incluye también las comunas de Aubevoye, Saint-Aubin-sur-Gaillon y Sainte-Barbe-sur-Gaillon. Abarca una superficie de 41,46 km² y su población en el censo de 1999 era de 12.313 habitantes, lo que supone una densidad de 296,99 habitantes por km².
| 3727 | 4826 | 5692 | 6234 | 7625 | 9826 | 11 649 | 12 313 |
| Para los censos de 1962 a 1999 la población legal corresponde a la población sin duplicidades (Fuente: INSEE [Consultar]) |      |      |      |      |      |        |        |

## Administración

### Alcaldes
- De marzo de 2001 a marzo de 2008: Serge Champey (UMP)
- Desde marzo de 2008: Bernard Ledilavrec (PSF)

### Entidades intercomunales
Gaillon está integrada en la Communauté de communes Eure-Madrie-Seine . Además forma parte de diversos sindicatos intercomunales para la prestación de diversos servicios públicos:
- Syndicat de l'électricité et du gaz de l'Eure (SIEGE) .
- Syndicat mixte pour l'étude et le traitement des ordures ménagères de l'Eure (SETOM de l'Eure) .
- Syndicat Intercommunal de Gaillon -Aubevoye "3" (complexe cinématographique et culturel) .

### Riesgos
La prefectura del departamento de Eure incluye la comuna en la previsión de riesgos mayores  por:
- Presencia de cavidades subterráneas.
- Riesgos derivados del transporte de mercancías peligrosas.
- Riesgos derivados de actividades industriales.
- Riesgo de inundaciones.

## Economía

### Empresas con más de 100 empleados
- SAS ALLIBERT BUCKHORN FRANCE: transformación de materias plásticas. Plantilla (octubre de 2006): 281 empleados.
- SAS MOTTAZ: ensamblaje, fabricación, transformación y comercialización de piezas embutidas. Plantilla (octubre de 2006): 199 empleados.
- SAS NUFARM: fabricación y venta de productos químicos destinadas a la industria y la agricultura. Plantilla (octubre de 2006): 214 empleados.
- SNC PIPELIFE FRANCE: fabricación y venta de productos sintéticos para la industria y la agricultura. Plantilla (octubre de 2006): 140 empleados.

## Lugares y monumentos

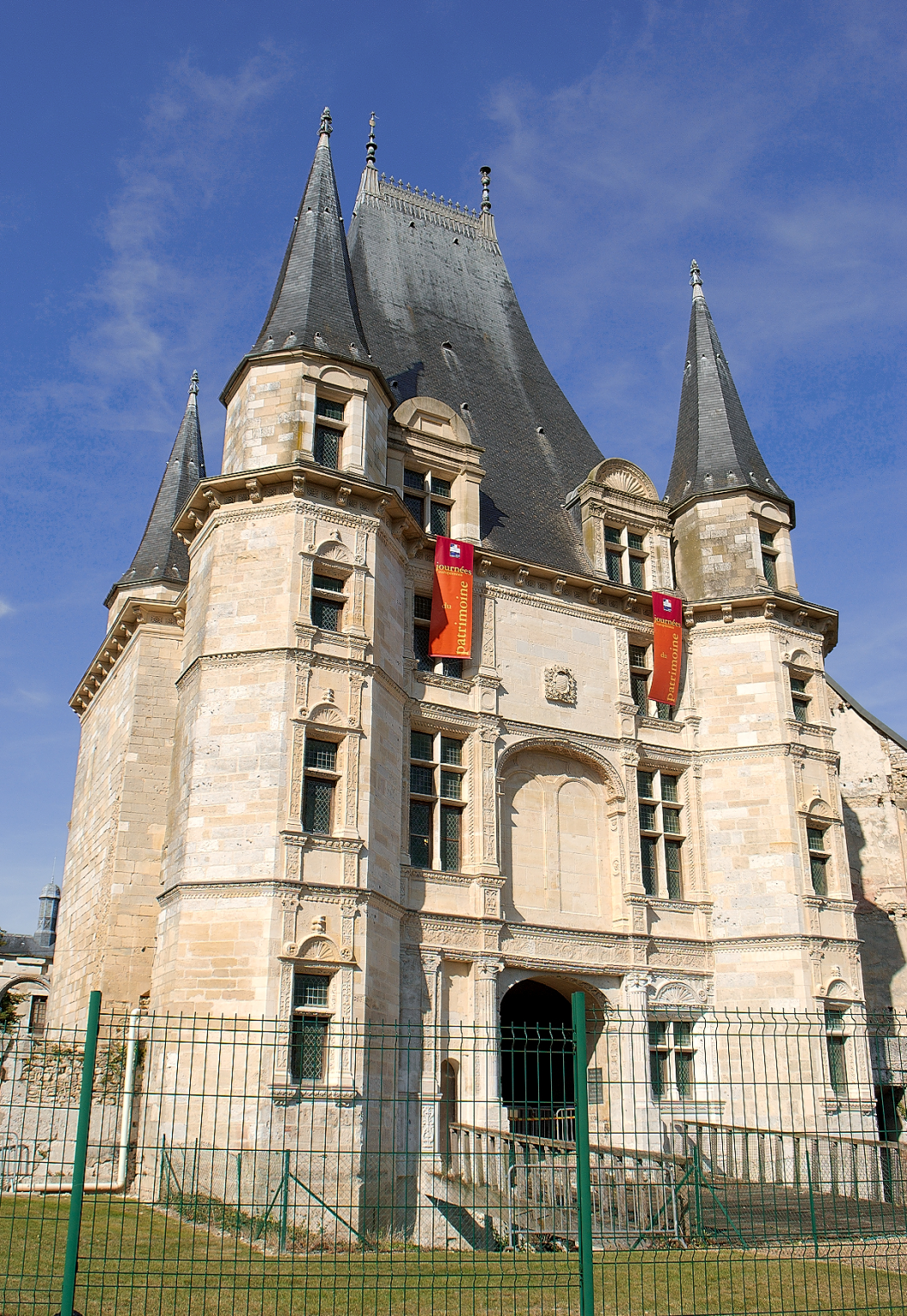
Le Châtelet, una de los principales ejemplos del primer Rencacimiento francés (entrada al sitio, 2008)

- castillo de Gaillon, un temprano castillo renacentista clasificado monumento histórico en 1862
- Iglesia parroquial de Saint-Ouen, bendecida en 1774.
- Esclusas de Notre-Dame-de-la-Garenne (1840).

## Hermanamientos
- Sarstedt ( Alemania) desde 1992.